# Gaeul
Kim Gaeul (hangeul: 김가을), née le 24 septembre 2002 à Incheon, est une chanteuse sud-coréenne surtout connue pour faire partie du girl group sud-coréen IVE.

## Biographie
Elle a commencé sa carrière en tant que stagiaire recrutée dans Starship Entertainment du Incheon Youth Dance Contest en 2017. Elle l'a rejoint en tant que stagiaire la même année que les autres membres de IVE. Même ainsi, elle avait participé à un casting organisé par JYP Entertainment mais n'a malheureusement pas réussi l'audition.
Le 1er décembre, elle a officiellement fait ses débuts avec le single ELEVEN.
Le 16 mars 2022, elle a été infectée par une nouvelle pneumonie coronarienne et a été traitée en isolement.

## Discographie

### Crédits musicaux
| Année | Titre              | Artiste | Album     | Autre(s) crédit(s)             | Réf.  |
| ----- | ------------------ | ------- | --------- | ------------------------------ | ----- |
| 2022  | Royal              | IVE     | Love Dive | Lee Seu-ran, Rick Bridges, Rei | [ 5 ] |
| 2023  | Kitsch             | IVE     | I’ve IVE  | Lee Seu-ran, Hwang Hyun, Rei   | [ 6 ] |
| 2023  | Hypnosis (섬찟)    | IVE     | I’ve IVE  | Seo Jeong-ah, Rei              | [ 6 ] |
| 2023  | Not Your Girl      | IVE     | I’ve IVE  | Hwang Hyun, Rei                | [ 6 ] |
| 2023  | Next Page (궁금해) | IVE     | I’ve IVE  | Hwang Hyun, Rei                | [ 6 ] |